# Willowick (Ohio)
Pour les articles homonymes, voir Willowick.
Willowick est une ville américaine située dans le comté de Lake, dans l'Ohio. Selon le recensement de 2010, sa population est de 14 171 habitants.